# Іннес Айрленд
Роберт МакГрегор Іннес Айрленд, більше відомий як Іннес Айрленд (англ. Robert McGregor Innes Ireland, 12 червня 1930 — пом. 22 жовтня 1993) — британський гонщик Формули-1, військовик, інженер та журналіст. Брав участь у 24 годинах Ле-Мана в 1958—1959 та 1962—1966. Президент британського клубу водіїв-гонщиків (BRDC) у 1992—1993 роках.

## Біографія

### Дитинство та юність
Роберт МакГрегор Іннес Айрленд народився 12 червня 1930 року в містечку Майсемройд, що в Західному Йоркширі. Він був молодшим сином в родині ветеринара-хірурга Вільяма Александра Айрленда та його дружини Мері Маргарет Артур.
За його власними словами, Іннес відвідував початкову школу у Чіппінг Кемдені. Після початку Другої світової Айрленди повернулися до Шотландії. Там Іннес із братом Аленом навчалися у Kirkudbright High School, де досягли неабияких успіхів у спорті. Іннес двічі представляв Шотландію у змаганнях з регбі проти Англії і один раз — з легкої атлетики. У 12 років, прочитавши книгу Тома Біркіна «Повний газ», хлопець став фанатом автоспорту.
У 1947 він був присутнім на першій повоєнній гоночній події Bo'ness Hillclimb.
Іннес залишив школу, щоб продовжити вивчення інженерної справи у аеро відділі Роллс-Ройса у Глазго. Потім перейшов до іншого відділу у Лондоні. Певний час жив у старому канонерському човні на Темзі. Тоді ж йому залишився 3-літровий Bentley від друга сім'ї. В цей час померла від раку матір Айрленда.
У 1951 Айрленд узяв участь у першій своїй гонці Daily Express Trophy на Сільверстоуні. Того разу перегони були зупинені через сильний дощ після шести кіл. Натхненний Іннес свою першу повну гонку, Tim Birkin Memorial Trophy, провів 17 травня 1952 у Борехемі. На своєму Bentley він прийшов четвертим.
1953 був призваний на службу до збройних сил і отримав звання лейтенанта Королівських шотландських прикордонників. Невдовзі він був прикомандирований до I-го батальйону парашутного полку і вирушив до Єгипту. До Олдершота Айрленд повернувся влітку 1954. Восени він одружився, а влітку 1955 — залишив армію. Недовго попрацювавши у Роллс-Ройсі, перейшов до гаража свого друга Джона Месона. Їхній бізнес спеціалізувався на ремонті Bentley та Rolls Royce.

### Доформульна кар'єра
Іннес на своїй Riley Nine двічі виступав у Гудвуді у 1955 та 1956-му. Кожного року він здобував перемогу у одній з гонок. Руперт Робінсон, знайомий його брата Алена, зустрінувшись у Гудвуді, згодився допомогти придбати йому спортивний Лотус 11. З цього моменту почалася справжня кар'єра Іннеса Айрленда у автоспорті.
1957 видався для Іннеса дуже успішним. На спорткарах у Гудвуді він виграв Brooklands Memorial Trophy. У липні — USAF Trophy for Tommy Sopwith. У серпні  виступав за команду Лотус на Гран-прі Швеції, одному з етапів світового чемпіонату.
У вересні 1958 він здобув три перемоги за один вікенд, виступаючи у Full Sutton та Charterhall в Шотландії.

### Формула-1
Наступного року гонщик дебютував у Формулі-1 за команду Лотус. У своєму ж першому гран-прі у Нідерландах він здобув очки. З відставанням в один круг від переможця Йо Бонньє Іннес Айрленд прийшов четвертим і отримав три залікові бали. З шести гонок, в яких Айрленд узяв участь, фінішу він дістався двічі. У США він став п'ятим.
1960 він став переможцем I Oulton Park Trophy в Ултон-Парку, проїхавши найшвидше коло, XI Lavant Cup у Гудвуді, показавши хет-трик, XII BRDC Daily Express International Trophy у Сільверстоуні, випередивши Джека Бребгема на дві секунди та I Lombank Trophy у Снеттертоні, що проходив в той же день
У залікових гран-прі Нідерландів та США Айрленд був другим. У Великій Британії здобув бронзу.
Загалом за результатами чемпіонату він посів четверте місце із 18 балами.
Із Суррею він переїхав до Нью-Раднора в Уельсі, придбавши особняк в георгіанському стилі.
У 1961 на тренуванні гран-прі Монако вилетів з траси та отримав серйозні поранення, через що був змушений пропустити дві гонки. Повернувся він за місяць у Бельгії. Із здобутків того року можна відзначити четверте місце у Франції та єдину в кар'єрі перемогу в заключній гонці у США. По закінченні сезона Айрленд перейшов до команди BRP, заснованої Альфредом Моссом, батьком Стірлінга Мосса.
У новій команді у 1962 він довів до кінця три гонки з дев'яти і лише в одній здобув очки. В 1963 справи трохи покращилися: Айрленд двічі посів четверте місце і став дев'ятим у загальному заліку.
У 1964 на тренуванні Гран-прі Монако гонщик знову потрапив в аварію і вибув на дві гонки. Два п'ятих місця у Австрії та Італії принесли йому останні залікові бали в кар'єрі.
1965 Іннес перейшов до маленької приватної стайні Reg Parnell Racing. Айрленд фінішував тричі і далеко від залікової зони. На останній Гран-прі Мексики команда навіть не вийшла, оскільки не мала коштів.
У 1966 Іннес Айрленд ще двічі бере участь у перегонах. Цього разу — за іншу маленьку команду Bernard White Racing. Виступи на Гран-прі США та Гран-прі Мексики завершуються сходом і гонщик вирішує завершити формульну кар'єру.

### Після перегонів
У 1967 Айрленд став спортивним редактором журналу. 1970-го повернувся до Керкубрі та придбав рибний траулер. Рибний промисел виявився не надо прибутковим, тож Іннес за шість років знову перебрався до Англії.
У 1980-х він відновив журналістську кар'єру і співпрацював із американським «Road & Track». Також писав статті для інших журналів, таких як «Classic Cars», та огляди у газету «The Times». Певний час працював теле- та радіокоментатором гоночних подій.
1992 року був обраний президентом британського клубу водіїв-гонщиків (BRDC) і займав цей пост до самої смерті у 1993.

## Особисте життя
30 жовтня 1954 Іннес Айрленд одружився із шкільною вчителькою Нормою Томас, з якою познайомився по приїзді в Лондон. У подружжя народилося двоє доньок.
Після 13 років сумісного життя Айрленд розлучився і взяв другий шлюб із Едною Гейл Хамфріз. Весілля відбулося 7 грудня 1967 у Какстон-холлі. Свідком нареченого виступив Стірлінг Мосс.
Згодом тривалий час зустрічався із Джин Ховардс, колишньою нареченою Майка Хоторна. Дізнавшись про те, що хворий на рак, узаконив їхні стосунки.

## Результати виступів

### Формула-1
| Рік  | Команда                    | Шасі        | Двигун             | 1        | 2        | 3        | 4        | 5        | 6        | 7        | 8        | 9        | 10     | Місце | Очки |
| ---- | -------------------------- | ----------- | ------------------ | -------- | -------- | -------- | -------- | -------- | -------- | -------- | -------- | -------- | ------ | ----- | ---- |
| 1959 | Team Lotus                 | Lotus 16    | Climax FPF 2.5 L4  | МОН      | 500      | НІД 4    | ФРА Схід | ВЕЛ      | НІМ Схід | ПОР Схід | ІТА Схід | США 5    |        | 14    | 5    |
| 1960 | Team Lotus                 | Lotus 18    | Climax FPF 2.5 L4  | АРГ 6    | МОН 9    | 500      | НІД 2    | БЕЛ Схід | ФРА 7    | ВЕЛ 3    | ПОР 6    | ІТА      | США 2  | 4     | 18   |
| 1961 | Team Lotus                 | Lotus 21    | Climax FPF 1.5 L4  | МОН НС   | НІД      | БЕЛ Схід | ФРА 4    | ВЕЛ 10   | НІМ Схід |          | США 1    |          |        | 6     | 12   |
| 1961 | Team Lotus                 | Lotus 18/21 | Climax FPF 1.5 L4  |          |          |          |          |          |          | ІТА Схід |          |          |        | 6     | 12   |
| 1962 | UDT-Laystall Racing Team   | Lotus 24    | Climax FWMV 1.5 V8 | НІД Схід | МОН Схід | БЕЛ Схід | ФРА Схід | ВЕЛ 16   | НІМ      | ІТА Схід | США 8    | ПАР 5    |        | 16    | 2    |
| 1963 | British Racing Partnership | Lotus 24    | BRM P56 1.5 V8     | МОН Схід |          |          |          |          | НІМ Схід |          |          |          |        | 9     | 6    |
| 1963 | British Racing Partnership | BRP Mk1     | BRM P56 1.5 V8     |          | БЕЛ Схід | НІД 4    | ФРА 9    | ВЕЛ Схід |          | ІТА 4    | США      | МЕК      | ПАР    | 9     | 6    |
| 1964 | British Racing Partnership | Lotus 24    | BRM P56 1.5 V8     | МОН НС   | НІД      |          |          |          |          |          |          |          |        | 14    | 4    |
| 1964 | British Racing Partnership | BRP Mk1     | BRM P56 1.5 V8     |          |          | БЕЛ 10   | ФРА Схід |          |          |          |          |          |        | 14    | 4    |
| 1964 | British Racing Partnership | BRP Mk2     | BRM P56 1.5 V8     |          |          |          |          | ВЕЛ 10   | НІМ      | АВТ 5    | ІТА 5    | США Схід | МЕК 12 | 14    | 4    |
| 1965 | Reg Parnell Racing         | Lotus 25    | BRM P56 1.5 V8     | ПАР      | МОН      | БЕЛ 13   | ФРА Схід | ВЕЛ Схід | НІД 10   | НІМ      |          |          |        | —     | 0    |
| 1965 | Reg Parnell Racing         | Lotus 33    | BRM P56 1.5 V8     |          |          |          |          |          |          |          | ІТА 9    | США Схід | МЕК НС | —     | 0    |
| 1966 | Bernard White Racing       | BRM P261    | BRM P60 1.9 V8     | МОН      | БЕЛ      | ФРА      | ВЕЛ      | НІД      | НІМ      | ІТА      | США Схід | МЕК Схід |        | —     | 0    |

### 24 години Ле-Мана
| Рік  | Команда                             | Напарники      | Автомобіль         | Клас    | Кола | Поз. | Клас поз. |
| ---- | ----------------------------------- | -------------- | ------------------ | ------- | ---- | ---- | --------- |
| 1960 | Team Lotus                          | Джон Вітмор    | Lotus Elite Mk. 14 | S 2.0   | 0    | НС   | НС        |
| 1962 | UDT Laystall Racing Team            | Мастен Грегорі | Ferrari 250 GTO    | GT 3.0  | 165  | Схід | Схід      |
| 1963 | David Brown Racing Dept.            | Брюс Макларен  | Aston Martin DP214 | GT +3.0 | 59   | Схід | Схід      |
| 1964 | Maranello Concessionaires           | Тоні Меггс     | Ferrari 250 GTO    | GT 3.0  | 328  | 6    | 2         |
| 1965 | Ford Advanced Vehicles              | Джон Вітмор    | Ford GT40          | GT 5.0  | 72   | Схід | Схід      |
| 1966 | F.R. English Ltd. \ Comstock Racing | Йохен Ріндт    | Ford GT40 Mk I     | S 5.0   | 8    | Схід | Схід      |